# Buenaventura
Buenaventura — залізний метеорит масою 113600 грам.